# Liste der geschützten Landschaftsbestandteile in Ingolstadt
In Ingolstadt gab es im März 2024 insgesamt 5 ausgewiesene geschützte Landschaftsbestandteile.

## Geschützte Landschaftsbestandteile
| Alte Sandrach                                                         | BW | LB-00056 / 1 | Weichering, Ingolstadt       | ⊙ | 11,4 | 19. Jan. 1988 |
| Verlauf der Schutter von der westlichen Stadtgrenze bis zur Karlmühle |    | LB-00055 / 2 | Ingolstadt                   | ⊙ | 13,7 | 8. Nov. 1976  |
| Ehemalige Auskiesung südöstlich der Bahnlinie Ingolstadt-Augsburg     | BW | LB-00057 / 3 | Ingolstadt Zwei Teilflächen: | ⊙ | 4,93 | 20. Nov. 1986 |
| Donaualtwasser mit Gehölzbestand im Bereich von Rinnletten            | BW | LB-00308 / 4 | Ingolstadt                   | ⊙ | 1,51 | 14. Dez. 1999 |
| Seeäcker westlich Irgertsheim                                         | BW | LB-00052 / 5 | Ingolstadt, Bergheim         | ⊙ | 2,79 | 7. Juni 1996  |
| Legende für Geschützter Landschaftsbestandteil                        |    |              |                              |   |      |               |